# Instituto Tecnológico Región Suroeste
El Instituto Tecnológico Región Suroeste forma parte de los tres institutos universitarios de la Universidad Tecnológica de Uruguay. El mismo se encuentra ubicado dentro del predio del ex Frigorífico Anglo de la ciudad de Fray Bentos en el departamento de Río Negro. 

## Creación
Fue concebido como el primer centro de enseñanza de la Universidad Tecnológica de Uruguay, una joven universidad pública creada en el año 2012. Las obras de la nueva y principal casa de estudios del Instituto Tecnológico Regional comenzaron en julio de 2015 y finalizaron en 2016. Finalmente el 28 de agosto de ese mismo año fue inaugurado el edificio, el cual cuenta con superficie de 5.000 m² dentro del predio del Frigorífico Anglo, declarado en 2015 como patrimonio de la humanidad. En su inauguración participaron el presidente de la República, Tabare Vázquez, el expresidente de la República, José Mujica, impulsor de la universidad y diversas autoridades de gobierno nacional y departamental, así como directivos de la empresa finlandesa UPM.

## Área

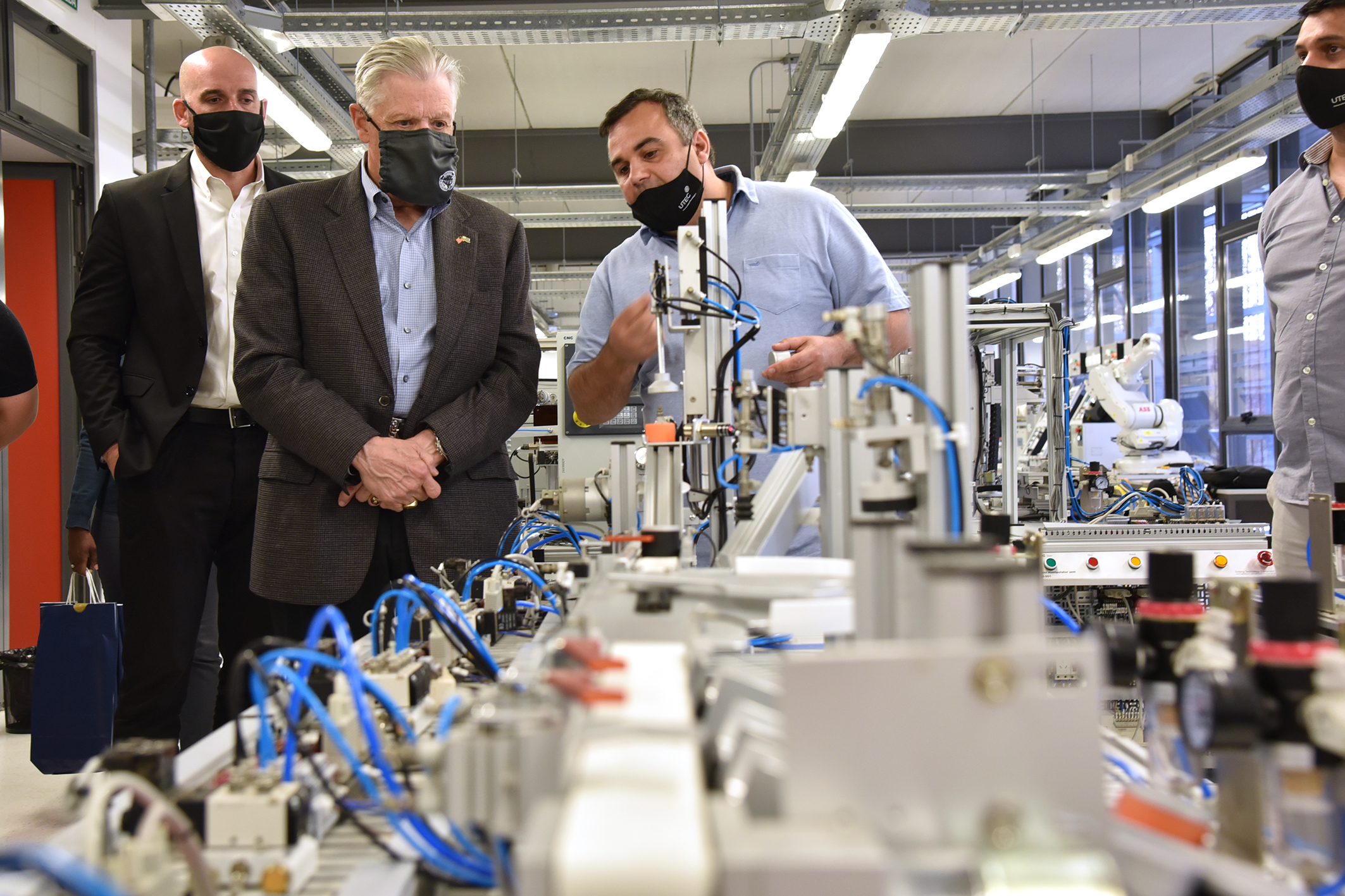

Como su nombre especifica, la institución sirve a los departamentos ubicados en el Suroeste de Uruguay;  los departamentos de Río Negro, Paysandú, Soriano y Colonia.
Contando con sedes en las ciudades de Paysandú, Mercedes, Nueva Helvecia y La Paz, esta última ubicada en una antigua destilería de la Administración Nacional de Combustibles.

## Oferta educativa
En la misma se imparten las diferentes carreras
- Tecnólogo en Manejo de Sistemas de Producción Lechera.
- Tecnólogo en Jazz y Música Creativa.
- Tecnólogo en Control Ambiental.
- Tecnólogo Informático.
- Tecnólogo Químico.
- Tecnólogo Industrial Mecánico.
- Licenciatura en Análisis Alimentario.
- Licenciatura en Ciencia y * Tecnologías de Lácteos.
- Licenciatura en Tecnologías de la Información.
- Ingeniería en Mecatrónica.
- Ingeniería en Logística.
- Ingeniería Biomédica.